# Filip II (margrabia Baden-Baden)
Filip II (ur. 19 lutego 1559 r., zm. 11 czerwca 1588 r.) – margrabia Baden-Baden od 1569 r. z dynastii Zähringen.

## Życiorys
Filip był jedynym synem margrabiego Baden-Baden Filiberta i Matyldy, córki księcia Bawarii Wilhelma IV Wittelsbacha. W chwili śmierci ojca miał 10 lat i opieka nad nim została powierzona bratu jego nieżyjącej już także matki, księciu Bawarii Albrechtowi V i jego matce (babce Filipa) Marii Jakobinie badeńskiej, a także hrabiemu Hohenzollern-Sigmaringen Karolowi II. Cesarz odrzucił natomiast roszczenia krewnych Filipa w linii męskiej – jego stryja Krzysztofa, margrabiego Badenii-Rodenmachern oraz Karola II, margrabiego Badenii-Durlach. Powodem takiego działania był fakt, że Krzysztof i Karol byli luteranami, podczas gdy książę Bawarii zamierzał doprowadzić do przywrócenia katolicyzmu w margrabstwie Baden-Baden. Mimo uznania Filipa w 1571 r. przez cesarza za pełnoletniego, rządy nadal sprawowali urzędnicy bawarscy, a on sam wychowywał się w bawarskim Ingolstadt. Jego kraj był szybko oczyszczany z urzędników i duchownych protestanckich.
Po przejęciu władzy Filip kontynuował tę prokatolicką politykę. Wyjątkowo sprzyjał jezuitom, którzy odegrali istotną rolę w jego wychowaniu; wspierał ich w przejmowaniu klasztorów innych zakonów. Jednocześnie przykładał dużą rolę do uporządkowania administracji księstwa. Założył seminarium w Baden-Baden, wprowadził kalendarz gregoriański na terenie księstwa. Interesował się sztuką i nauką. Szczególnie cenił muzykę i zebrał bogaty zbiór instrumentów muzycznych. Jednak z uwagi na utrzymywanie wystawnego dworu, kosztowne podróże i inne wydatki mocno zadłużył skarbiec książęcy.
Nigdy się nie ożenił, zmarł bezpotomnie. Tron margrabiowski w Baden-Baden objął jego brat stryjeczny, syn Krzysztofa, margrabiego Badenii-Rodenmachern, Edward Fortunat.